# Turbo Girl
Turbo Girl, también conocido como Turbo Bike es un videojuego español del año 1988 desarrollado por Gamesoft y publicado por Dinamic Software para ZX Spectrum, Amstrad CPC, MSX y Commodore 64. Su lanzamiento se acompañó de una intensa campaña publicitaria en televisión de la mano de la revista Micromanía, que estrenó con la portada de Turbo Girl la segunda época y su formato más recordado de periódico.

## Argumento
Turbo Girl es el sobrenombre con el que se conoce a una teniente espacial del ejército Korg que ha recibido de su colonia una misión. Hay tres entes robóticos llamados Elder que, con la ayuda de un ejército de robots, están bloqueando los suministros de la colonia. Suya es la tarea de encontrarlos y destruirlos, o morir en el intento.

## Sistema de juego
El juego se trata de un shoot-em up de vista cenital y scroll vertical. Consta de tres fases.
- Fase 1: Una estación espacial abandonada, en la que hay que sortear los distintos agujeros por los que se puede caer al vacío y esquivar las tuberías que forman un laberinto.
- Fase 2: Un puente espacial abandonado y medio desvencijado que une la estación espacial con el planeta, con estructuras que se hunden al contacto.
- Fase 3: Un tórrido desierto en cuyas arenas y matorrales se esconden los enemigos.

Al final de cada una de las fases, habrá que enfrentarse con uno de los Elder que las custodian.

## Recepción de la crítica
A pesar de la intensa campaña publicitaria en televisión al protagonizar la primera portada de la segunda época de Micromanía, Turbo Girl tuvo una recepción entre moderada y negativa por parte de los medios, desde aquellos como Your Sinclair que lo calificaron como que parecía "de segunda mano" e "impenetrablemente aburrido" hasta los que les dieron un 6 sobre 10, como los lectores de MicroHobby.